# Antonín Komár
Antonín Komár (ur. 1907 w Mařaticach, zm. 1951 w Ostrawie) – czechosłowacki kierowca wyścigowy.

## Życiorys
Komár urodził się w 1907 roku w małej miejscowości Mařatice na Morawach. Od 1927 roku był właścicielem niewielkiej firmy transportowej w mieście Kyjov. Był uczniem Bruno Sojki – który nauczył go prowadzenia samochodu wyścigowego – i zaangażował się w wyścigi samochodowe w 1933 roku. W tym roku finiszował Tatrą na trzecim miejscu w wyścigu 1000 mil Czechosłowacji. W roku 1934 rywalizował Bugatti T37A w Grand Prix Czechosłowacji w klasie voiturette, ale odpadł z wyścigu na szóstym okrążeniu. Rok później w tym samym wyścigu był szósty, a w roku 1937 nie ukończył go. Po II wojnie światowej wraz z Sojką zakupił dwie Cisitalie D46. Później Sojka został fabrycznym kierowcą Tatry, a Komár budował samochody sportowe napędzane silnikami Škody. Cisitalią wystartował w Grand Prix Czechosłowacji, ale go nie ukończył. W 1950 roku zajął ósme miejsce w wyścigu o Grand Prix Brna. W 1951 roku, w trakcie wyścigu II. Ostrava, na szesnastym okrążeniu podczas walki o drugie miejsce w klasie 1200 cm³ uderzył w drzewo i zmarł na skutek tego wypadku.